# Nespouls
Nespouls település Franciaországban, Corrèze megyében. Lakosainak száma 641 fő (2022. január 1.). Nespouls Chartrier-Ferrière, Chasteaux, Estivals, Jugeals-Nazareth, Noailles, Turenne, Gignac és Cressensac-Sarrazac községekkel határos.

## Népesség
A település népességének változása:
| Lakosok száma | 348  | 358  | 413  | 597  | 660  | 641  | 635  | 635  | 637  | 641  |
|               | 1968 | 1982 | 1990 | 2006 | 2013 | 2015 | 2017 | 2019 | 2020 | 2022 |